# Piper el-paramoense
Piper el-paramoense är en pepparväxtart som beskrevs av Truman George Yuncker. Piper el-paramoense ingår i släktet Piper och familjen pepparväxter. Inga underarter finns listade i Catalogue of Life.